# بخش یزراعیل
بخش یزراعیل (به عبری: נפת יזרעאל)(به عربی: قضاء یزرعئیل) یکی از ناحیه‌های اسرائیل است که در شمال این کشور و در استان شمال واقع است. از شهرهای مهم این منطقه، شهر بیسان و عفوله است.